# Holden (Utah)
Holden és una població dels Estats Units a l'estat de Utah. Segons el cens del 2000 tenia 400 habitants.

## Demografia
Segons el cens del 2000, Holden tenia 400 habitants, 140 habitatges, i 105 famílies. La densitat de població era de 280,8 habitants per km².
Dels 140 habitatges en un 40% hi vivien nens de menys de 18 anys, en un 65% hi vivien parelles casades, en un 10% dones solteres, i en un 25% no eren unitats familiars. En el 24,3% dels habitatges hi vivien persones soles el 17,1% de les quals corresponia a persones de 65 anys o més que vivien soles. El nombre mitjà de persones vivint en cada habitatge era de 2,86 i el nombre mitjà de persones que vivien en cada família era de 3,47.
Per edats la població es repartia de la següent manera: un 34% tenia menys de 18 anys, un 6,3% entre 18 i 24, un 20% entre 25 i 44, un 22,5% de 45 a 60 i un 17,3% 65 anys o més.
L'edat mediana era de 36 anys. Per cada 100 dones de 18 o més anys hi havia 83,3 homes.
La renda mediana per habitatge era de 34.000 $ i la renda mediana per família de 42.083 $. Els homes tenien una renda mediana de 43.571 $ mentre que les dones 16.250 $. La renda per capita de la població era de 14.024 $. Entorn del 5,5% de les famílies i el 7,9% de la població estaven per davall del llindar de pobresa.

## Poblacions més properes
El següent diagrama mostra les poblacions més properes.